# Mabuya cochabambae
Mabuya cochabambae är en ödleart som beskrevs av  Emmett Reid Dunn 1935. Mabuya cochabambae ingår i släktet Mabuya och familjen skinkar. Arten finns i Bolivia och lever i bergen 2700 (Pocona, Cochabamba) – 3900 (Infernillo, Santa Cruz) meter över havet.
Inga underarter finns listade i Catalogue of Life.